# Khomeyn
Khomeyn sau  Khomein ( în persană: خمین ) este un oraș din centrul Iranlui , aflat în provincia Markazi la 160 km de  Qom și la 350 km de Teheran.
În 2005, populația sa era extimată la  76.104 locuitori .